# M49
M 49，也稱為梅西耶49或NGC 4472，是一個巨大的橢圓星系，位置在赤道星座室女座內，距離地球約5,600萬光年。這個星系是天文學家梅西耶在1777年發現的。 
做為一個橢圓星系，M49還有電波星系的物理形態，但它只有正常星系的電波發射。從檢測到的電波發射情況來看，核心區域大約為1053 爾格(1046 J或1022 YJ)的同步加速能量。這個星系的核心正在發射X射線，這表明核心可能有一個超大質量黑洞，估計質量為5.65 × 108 太陽質量(或太陽質量的5.65億倍)，X射線的發射顯示M49的北側有一個弓形震波的結構。在核心的西南方向，星系發光的輪廓可以追溯到26萬秒差距的距離。在它內部唯一的超新星是SN 1969Q，這是在1969年發現的。
這個星系擁有許多球狀星團：估計大約有5,900個。這遠遠超過圍繞銀河系運行的大約200個，但相較於圍繞著超巨型橢圓星系M87運行的13,450個仍相形見拙。平均而言，M49的球狀星團大約有100億年的歷史。在2000年至2009年間，發現在這個星系中有恆星質量黑洞的強烈證據。在2011年又宣告有第二個候選者。
M 49是第一個被發現室女座星系團的成員。它是這個星系團中最明亮的一員，也比任何一個離地球更近的星系更明亮。這個星系屬於星系團中較小的室女座B子集團，距離以M87為中心的室女座星系團動力學中心4.5°。M49與矮星系，不規則星系UGC 7636，有相互的引力作用。矮星系顯示的碎片軌跡跨越大約1 × 5 弧分，相當於6 × 30 kpc的實際尺寸。